# T.H.E. (The Hardest Ever)
«T.H.E. (The Hardest Ever)» es una canción del rapero will.i.am junto a Jennifer Lopez y Mick Jagger, es el primer sencillo de su álbum, #willpower. La canción fue lanzada a través de iTunes el 20 de noviembre de 2011, luego de su debut en los American Music Awards. El video musical de la canción fue lanzada el 12 de diciembre de 2011.

## Video musical
El rapero publicó en Twitter que el video del sencillo sería filmado en Los Ángeles y que se publicaría antes de finales de noviembre, pero debido a algunos contratiempos de la publicación del video, se pospuso hasta el 12 de diciembre.
En el video se puede ver a al rapero en una dura carrera, en un principio sale corriendo, luego toma diversos medios de transporte, siempre evadiendo obstáculos que se le presentan en el camino, hasta llegar al espacio en donde entra la participación de Mick Jagger.

## Recepción
La canción debutó en el Billboard Hot 100 en el puesto 36 en la semana del 10 de diciembre de 2011, con 70 000 copias vendidas. La canción también debutó en el número 10 en el Canadian Hot 100 en la misma semana.
Finalmente la no fue incluida dentro del Álbum #willpower lanzado en abril de 2013.

## Lista de canciones
- Descarga digital[1]

1. "T.H.E. (The Hardest Ever)" (main version) – 4:47
2. "Go Home" (main version) (con Mick Jagger & Wolfgang Gartner) – 4:36

- Descarga digital — Remix[2]

1. "T.H.E. (The Hardest Ever)" (Z-Trip Remix) – 5:18

- Sencillo en CD en Alemania[3]

1. "T.H.E (The Hardest Ever)" (main version) – 4:47
2. "T.H.E (The Hardest Ever)" (instrumental) – 4:39

## Créditos
- will.i.am – compositor, productor, sintetizadores, programación de baterías, grabación, ingeniería de sonido
- Audiobot – compositor, productor, sintetizadores, programación de baterías
- Dallas Austin – compositor, productor
- Jimmy Iovine – producción en voces
- Josh Lopez – guitarra
- Padraic "Padlock" Kerin – grabación, ingeniería de sonido
- Dylan "3-D" Dresdow – mezclas
- Mike Fontane – asistente de mezclas
- Jaime Martínez – asistente de mezclas

## Posicionamiento en listas
| Lista (2011-12)                             | Mejor posición |
| ------------------------------------------- | -------------- |
| Australia (ARIA)                            | 57             |
| Australia (ARIA Urban)                      | 17             |
| Austria (Ö3 Austria Top 40)                 | 19             |
| Bélgica (Flandes) (Ultratip Bubbling Under) | 5              |
| Bélgica (Valonia) (Ultratip Bubbling Under) | 6              |
| Brasil (Billboard Hot 100)                  | 50             |
| Brasil (Billboard Hot Pop Songs)            | 4              |
| Canadá (Canadian Hot 100)                   | 10             |
| Escocia (Scottish Singles Sales Chart)      | 6              |
| Estados Unidos (Billboard Hot 100)          | 36             |
| Estados Unidos (Billboard Pop Songs)        | 31             |
| Estados Unidos (Billboard Latin Pop Songs)  | 28             |
| Estados Unidos (Billboard Latin Songs)      | 45             |
| Irlanda (IRMA)                              | 13             |
| Reino Unido (UK R&B Chart)                  | 1              |
| Reino Unido (UK Singles Chart)              | 3              |
| Rumania (UPFR)                              | 36             |
| Suiza (Schweizer Hitparade)                 | 41             |